# 東大垣駅
東大垣駅（ひがしおおがきえき）は、岐阜県大垣市和合本町1丁目にある、樽見鉄道樽見線の駅。駅番号はTR02。
大垣駅から当駅付近までJR東海道本線が並走する。

## 歴史
- 1956年（昭和31年）3月20日：日本国有鉄道樽見線大垣駅 - 谷汲口駅間開通時に開設[1]。旅客・貨物取扱開始[1]。
- 1964年（昭和39年）8月20日：貨物取扱廃止[1]。
- 1971年（昭和46年）3月31日：荷物扱い廃止[2]、無人駅化[3]。
- 1984年（昭和59年）10月6日：第三セクター樽見鉄道へ転換、同社の駅となる[1]。

## 駅構造
島式ホーム1面2線を有する列車交換可能な地上駅。交換設備は国鉄時代の合理化に伴い、一度廃止されたが、樽見鉄道への転換時に復活して現在に至る。

### のりば
| のりば | 路線    | 方向 | 行先     |
| ------ | ------- | ---- | -------- |
| 駅舎側 | ■樽見線 | 下り | 樽見方面 |
| 反対側 | ■樽見線 | 上り | 大垣方面 |

※案内上ののりば番号は割当てられていない。
付記事項
- 構内（分岐器切替機の中）の線路有効長は、客車5両とディーゼル機関車1両の計6両が入るためには十分だったが、ホームは2両分しかなかった。多客期に機関車を含め最大6両で客車運行した時には、ホームに掛かっている客車2両のみ車掌室でドアのロックを解除し、乗客が扉を手で開けて乗降した。客車列車運行末期は機関車1両+客車2両の3両体制であったため、問題は無かった。
- 樽見線がタブレット閉塞方式であった1988年までは駅員が配置されていたが、その後無人化された。現在でも妻面に出入口があるモルタル駅舎が残っている。なお、駅舎には樽見線全線で使用していたタブレット閉塞器が保存されている。

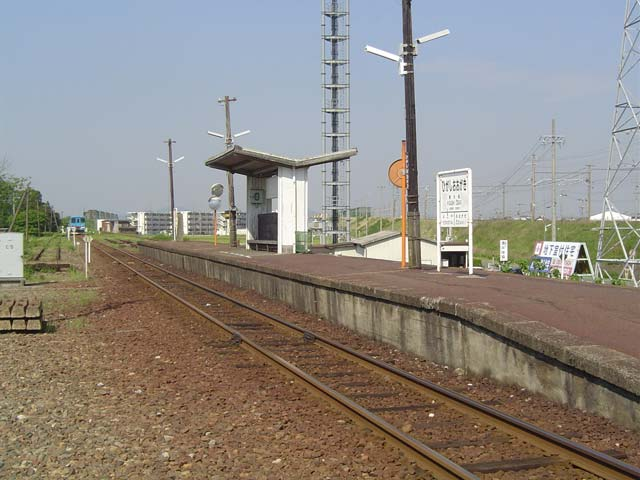
構内（2005年5月）
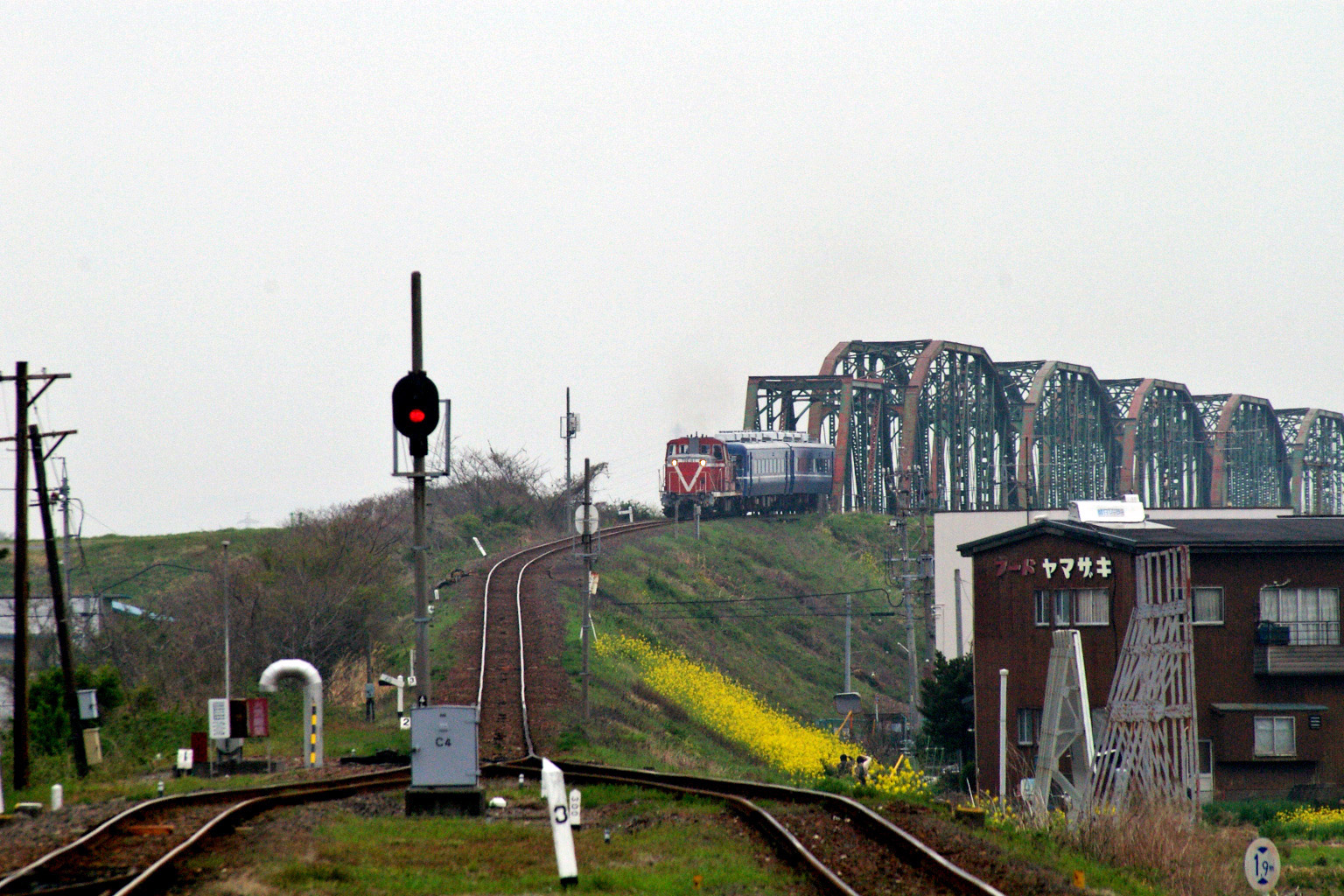
ホームから揖斐川橋梁を臨む（2004年1月）

## 利用状況
大垣市統計書によると、近年の1日平均乗車人員の推移は以下の通り。
| 年度   | 1日平均 乗車人員 |
| ------ | ---------------- |
| 1996年 | 209              |
| 1997年 | 186              |
| 1998年 | 170              |
| 1999年 | 157              |
| 2000年 | 147              |
| 2001年 | 138              |
| 2002年 | 127              |
| 2003年 | 96               |
| 2004年 | 136              |
| 2005年 | 137              |
| 2006年 | 112              |
| 2007年 | 89               |
| 2008年 | 116              |
| 2009年 | 112              |
| 2010年 | 113              |
| 2011年 | 117              |
| 2012年 | 119              |
| 2013年 | 126              |
| 2014年 | 129              |
| 2015年 | 127              |
| 2016年 | 132              |
| 2017年 | 120              |
| 2018年 | 115              |

## 駅周辺
駅の直ぐ南側を東海道本線が走っており、ホームからは目の前を何本も走り抜けていく同線列車が良く見える。なお駅のやや西方から大垣方の樽見鉄道は東海道本線と道床を同じくしており、国鉄時代には東海道本線の架線柱も樽見線北側にあった。
東方約1 kmの揖斐川橋梁で揖斐川を渡る。
- ソフトピアジャパン
- 大垣市情報工房
- 大垣市総合体育館
- 国道21号
- 小野簡易郵便局
- 大垣和合簡易郵便局
- 大垣市立小野小学校
- 岐阜県立大垣商業高等学校
- 大垣市役所和合地区センター

## 隣の駅
樽見鉄道
■樽見線
大垣駅 (TR01) - 東大垣駅 (TR02) - 横屋駅 (TR03)